# Neustadt (Weinstraße) Hauptbahnhof
Neustadt (Weinstraße) Hauptbahnhof – stacja kolejowa w Neustadt an der Weinstraße, w kraju związkowym Nadrenia-Palatynat, w Niemczech. Znajdują się tu 3 perony.